# Renault Nepta

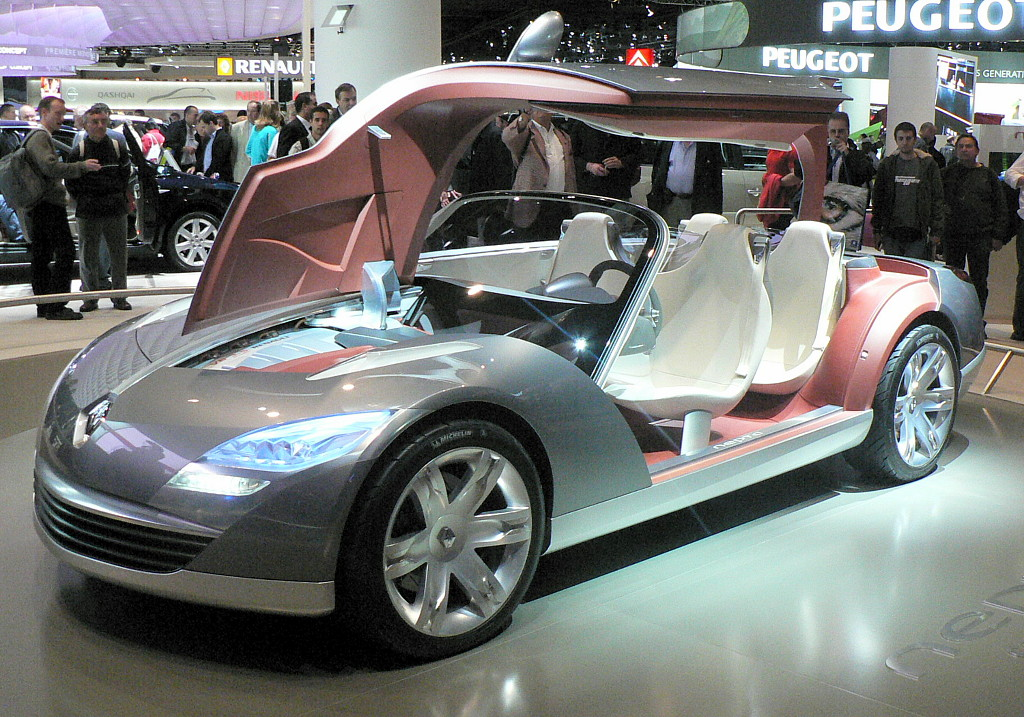
Renault Nepta

De Renault Nepta is een vierpersoons cabriolet, deze conceptauto is gelanceerd vlak voor het Autosalon van Parijs van 2006.
Het meest in het oog springende detail van deze conceptauto wordt misschien gevormd door de megavleugeldeuren die op zowel de motorkap als de achterklep scharnieren. Bij het openen bieden de vleugeldeuren niet alleen de mogelijkheid tot instappen, maar ze leggen ook gelijk een deel van de motor bloot.
De motor van de Renault Nepta is een 3,5 liter V6 met 2 turbo's en directe injectie het vermogen komt hierdoor op 420 pk. Gekoppeld aan een zeventraps automaat zorgt deze motor ervoor dat de auto in 4,9 seconden van 0 naar 100 km/u accelereert.